# Asanee-Wasan
Asanee-Wasan (Thai: อัสนี-วสันต์, auch Asanee & Wasan Chotikul – อัสนี-วสันต์ โชติกุล) ist eine Rockband aus Thailand bestehend aus den Gebrüdern Asanee „Pom“ und Wasan „Toe“ Chotikul. Unter den beiden Brüdern ist Asanee bekannt als der Rocker und für seine Gitarrensolos, während Wasan eher die sanftere Seite vertritt.

## Geschichte
Die Chotikul-Brüder wurden in der Provinz Loei geboren, Asanee am 9. April 1955 und Wasan am 25. März 1957. Um zu studieren, zogen beide nach Bangkok und begannen ihre Musikerlaufbahn in den 1970er Jahren mit einer Band namens „Isn’t“. Der Musikstil war Folk-Rock. 1974 nahmen sie an einem Folksong-Wettbewerb teil, den sie gewannen.
Anschließend brachten sie mehrere Alben unter dem Namen Isn’t heraus: so unter anderem Sao ngam ta (Schönes Mädchen) und Siam Square. Da Asanee lieber rockigere Musik machen wollte, verließ er die Band. Er schloss sich zunächst der Oriental-Funk-Band Rewat Buddhinan an, um später noch zur Band Butterfly zu wechseln. Beide Brüder kamen aber 1986 wieder zusammen, um als „Asanee-Wasan“ ihr erstes Album Bah horb fang herauszubringen. Anschließend unterschrieben sie einen Vertrag bei GMM Grammy, unter deren Label sie auch das nächste Album auf den Markt brachten. Puk-chee roy nah enthielt die ersten Hits des Duos: „Nung Mit Chid Klai“  (Ein enger Freund) und „Kor Keui Sanya“.
1989 vertonten Asanee-Wasan in einem Song den vollständigen zeremoniellen Namen von Bangkok (Krung Thep Mahanakhon usw.) Viele Thailänder nutzen dessen Melodie als Merkhilfe, um sich den 43 Silben langen Namen ins Gedächtnis zu rufen.
Neben der Arbeit mit seinem Bruder Wasan gründete Asanee Chotikul das Label More Music unter dem Dach der GMM Grammy. So entdeckte und produzierte er zum Beispiel Sek LOSO.
Das 20-jährige Bestehen des Duos wurde mit einem „20th Anniversary Concert“ in der „Impact Arena“ Mueang Thong Thani im Bangkoker Vorort Pak Kret begangen. Ursprünglich war nur ein Konzert geplant, doch aufgrund der großen Nachfrage gaben sie noch zwei weitere Konzerte, welche ebenfalls beide ausverkauft waren. Insgesamt spielten sie also vom 12.–14. Mai 2006 drei Konzerte hintereinander vor ausverkauftem Haus. Die Arena fasst dabei 12.000 Zuschauer. Weitere Konzerte gab es in Nakhon Ratchasima (Provinz) und Phuket. Supporting Acts war jeweils Fahrenheit.
Im Mai 2008 traten Asanee-Wasan zu einer kleinen Welttournee an, wobei sie in Sydney, Los Angeles, London und New York aufgetreten sind.
Im Jahr 2007 erschien das bisher letzte Album Pug Ron und Asanee-Wasan gaben ein Konzert im Rajamangala-Nationalstadion, welches aufgezeichnet und als DVD herausgebracht wurde.

## Wasans Solo Projekte
Auf den Alben des Duos singt Wasan normalerweise nur ein bis zwei Lieder. Ein Hit der Brüder, Khong Derm, wurde beispielsweise von ihm gesungen. Ein anderer Hit, Nueng Mit Chit Klai, war eines seiner Arbeiten für die Band Isn’t und wurde für Asanee-Wasan neu arrangiert und produziert. Auch während der Zeit mit seinem Bruder brachte Wasan zwei Alben heraus, Guitar Toe mit Isn’t im Jahr 1988 und als Solo-Album Khuen Toe im Jahr 1992.

## Diskografie

### Alben
- Bah horb fang (Viele Dinge tragen), 1986
- Puk-chee roy nah (Koriander drüber), 1987
- Kra-dee dai narm (Fröhlich wie eine Lerche), 1988
- Fuk tong (Der Kürbis), 1989
- Sup-pa-rod (Ananas), 1990
- Rung gin narm (Regenbogen), 1993
- Bang Or (Ah!), 1997
- Jin ta na karn (Vorstellung), 2002
- Asanee & Wasan (Box-Set der ersten acht Alben)
- Dek Lieng Gae (Der Hirtenjunge), 2006
- Puk Rorn (Heißes Gemüse), 2007

### DVD / VCD
- Sen Yai (DVD/VCD des Konzerts „Sen Yai“ vom 2. Februar 2003)
- Concert 20th Year (DVD/VCD), 2006
- Asanee-Wasan – Rum Rai Concert 2007, aufgenommen am 17. November 2007 im Rajamangala-Nationalstadion